# تپه گور قبری
تپه گور قبری مربوط به دوره ساسانیان است و در شهرستان خدابنده، بخش سجاسرود، روستای شیخ موسی واقع شده و این اثر در تاریخ ۱۷ اسفند ۱۳۸۱ با شمارهٔ ثبت ۷۷۲۷ به‌عنوان یکی از آثار ملی ایران به ثبت رسیده است.